# 河本薫
河本 薫（かわもと かおる）は、日本の統計学者。専門は経営学 ・エネルギー工学。データ分析による意思決定支援。滋賀大学データサイエンス学部教授、滋賀大学データサイエンス・AIイノベーション研究推進センター 副センター長。大阪大学基礎工学研究科招聘教授。研究分野は「エネルギー政策、エネルギー市場分析」、「意思決定とデータサイエンス」。取得学位は博士（工学、経済学）。元ローレンス・バークレー国立研究所客員研究員。
1991年、京都大学応用システム科学専攻修了。大阪ガスに入社。1998年から米国ローレンス・バークレー国立研究所でエネルギー消費データ分析に従事。帰社後、データ分析の専門チームに異動。以来、「故障予知」、「故障診断」、「アクセスログ解析」、「市場価格リスク計量」、「エネルギー需要予測」、「車両配置」、「配船計画」、「顧客ターゲティング」、「エリアマーケティング」、「電力価格予測」、「省エネルギー診断」、「シフトスケジューリング」など、様々なデータ分析に関わる。2011年からデータ分析組織であるビジネスアナリシスセンターの所長を務め、大阪ガスにおいてデータ分析組織を定着させた。大阪ガスではデータサイエンティストとしてガス機器の故障予測から市場価格のリスク評価など多分野で分析を担い、大阪ガスにてデータ分析による業務改革を推進し、現場から経営まで改革に関わった。日経情報ストラテジーが選ぶ初代データサイエンス・オブ・ザ・イヤーを受賞。2018年4月より現職。大阪大学招聘教授を兼任。著書に『会社を変える分析の力』（講談社現代新書）、『最強のデータ分析組織』（日経BP）、『データドリブン思考』（ダイヤモンド社）など。NHKプロフェッショナル仕事の流儀にも出演。
前職の大阪ガスにて、20年間にわたり、社内データサイエンティストとしてビジネスに貢献する経験を積んできた。後半の10年間は、データ分析専門組織を立上げ、そのリーダーとして社内に定着させてきた。 一貫して経験したことは、データやAIを武器とすれども、最後は人を動かさなければ、会社の中では機能しないことである。分析力で現場の仕事のやり方を変える、分析チームのメンバーを役立つ人材に育てる、経営層に 自分たちの取り組みを分かってもらう。しかしながら、データ分析と違って、人の心は筋書き通りには動かせない。そういう苦労を重ねながら歩み続け、気づけば「データ分析」と「人の心を動かす」の両者をこなせるようになった。そして、20年間に渡る失敗や苦労を積み重ねて至った自らの仕事のやり方や人の育て方、また、分析組織の運営方法について、形式知として書籍や講演会で広く発信するようになった。

## 略歴
- 1991年3月：京都大学大学院工学研究科　応用システム科学専攻を修了
- 1991年4月：大阪ガス入社　商品技術開発部に配属。　世界初の家庭用ガス吸収式冷暖房機の開発に従事。
- 1998年7月：米国ローレンス・バークレー国立研究所　Energy Analysisチームの客員研究員
- 2000年6月：大阪ガス復社
- 2001年11月：データ分析の専門チームに異動。
- 2011年4月：データ分析の専門チーム（ビジネスアナリシスセンター）の所長に着任。9名のデータ分析専門家を率いる。
- 2018年3月：大阪ガス退社
- 2018年4月：滋賀大学に赴任
- 現在：滋賀大学データサイエンス学部教授　兼　データサイエンス・AIイノベーション研究推進センター 副センター長

## 兼務
- 東京大学先端科学技術研究センター研究員（2008年4月～2010年3月）
- 神戸大学経済学部非常勤講師（2010年4月～2010年9月）
- 大阪大学数理データ科学研究センター招聘教授（2015年4月～現在）
- （社）丸ノ内アナリティクス　理事（2016年～現在）
- 平野町アナリティクスHub　発起人（2017年～現在）
- （社）企業研究会　「データと分析力の価値化を考える研究会」コーディネーター（2017年～現在）

## 受賞
- 2005年8月：ECEEE Summer Study Best Poster in the category of Most Informative Poster
- 2006年6月：エネルギー・資源学会　第10回茅奨励賞
- 2007年6月：日本ガス協会論文賞
- 2012年3月：日本オペレーションズ・リサーチ学会実施賞
- 2013年9月：日経情報ストラテジーが選ぶ「データサイエンティスト・オブ・ザ・イヤー」
- 2014年3月：日本データマネジメントコンソーシアム　データマネジメント大賞
- 2015年11月：企業情報化協会　IT総合賞
- 2015年11月：情報処理学会　デジタルプラクティス論文賞
- 2016年10月：情報化促進貢献　経済産業大臣賞
- 2020年3月：滋賀大学 学長賞（2019年度）[2]
- 2021年10月：厚生労働省　 卓越した技能者（現代の名工）

## 委員歴
- 平野町アナリティクスHub，発起人，2017年04月 ～ 継続中
- アイキューブ財団，理事，2022年04月 ～ 継続中
- JUAS　データエクスペリエンス研究会，委員，2020年04月 ～ 2023年03月
- 環境省省エネ行動変容プログラム評価委員会，有識者メンバー，2019年04月 ～ 2023年03月
- 建築学会，AI活用委員会の有識者メンバー，2019年04月 ～ 2021年03月

## 著書
- データドリブンカンパニーへの道，講談社，2024年03月，河本薫
- データドリブン思考，ダイヤモンド社，2022年01月，河本薫
- AI の利活用に関する特別調査委員会 報告書，日本建築学会，2021年04月，野城智也, 馬郡文平, 宗本晋作, 井野昭夫, 大岡龍三, 金子弘幸, 河本薫 他, 調査報告書，AI 技術を利活用するための建築学の再構築の必要性を問う
- 会社を変える分析の力，講談社現代新書，2018年07月，河本薫
- 最強のデータ分析組織，日経ＢＰ，2017年11月，河本薫
- データ活用実践教室，日経ＢＰ，2015年03月，河本薫、高橋威知郎、安宅和人、吉田隆光、北川拓也、工藤卓哉、西山直樹、シバタアキラ
- 真実を見抜く分析力，日経ＢＰ，2014年04月，トーマスダベンポート、キムジノ、河本薫
- データセンター・情報機器の電力消費のムダを切る，日刊工業新聞社，2010年09月，藤本淳、ＣＲＥＳＴ　ＵＬＰ前田チーム